# Єлена Павичич-Вукичевич
Єлена Павичич-Вукичевич (хорв. Jelena Pavičić Vukičević; нар. 2 вересня 1975, Загреб) — хорватська політична діячка, тимчасова виконувачка обов'язків мера Загреба з 28 лютого до 30 травня 2021 року. Голова партії Бандич Мілан 365 — Партія праці та солідарності. Обидві посади обійняла після смерті мера й голови партії Мілана Бандича 28 лютого 2021 року.

## Життєпис
Народилася в Загребі 2 вересня 1975 року. Закінчила філософський факультет Загребського університету. За професією — викладачка порівняльного літературознавства, хорватської мови та літератури З 1999 по 2001 рік працювала за сумісництвом у Лексикографічному інституті імені Мирослава Крлежі в редакції Хорватського біографічного лексикону. З 2000 по 2003 рік була секретарем Загребської міської організації СДП. З 2001 по 2005 рік була депутаткою Загребської міської скупщини та секретарем фракції СДП. У 2003—2008 роках була депутаткою хорватського парламенту 5-го скликання від І виборчого округу за списком СДП. З 2005 по 2008 рік була депутаткою Загребської міської скупщини, головувала у фракції СДП та очолювала міжфракційне об'єднання СДП—ХСП—ХПП. У 2008—2009 роках завідувала міським управлінням із питань освіти, культури та спорту. З 2011 по 2013 рік входила до Ради Загребського університету і до складу хорватської делегації спостерігачів у Комітеті регіонів при Європарламенті, а 2013 року зі вступом Хорватії в ЄС стала членкинею хорватської делегації в Комітеті регіонів при Європарламенті.

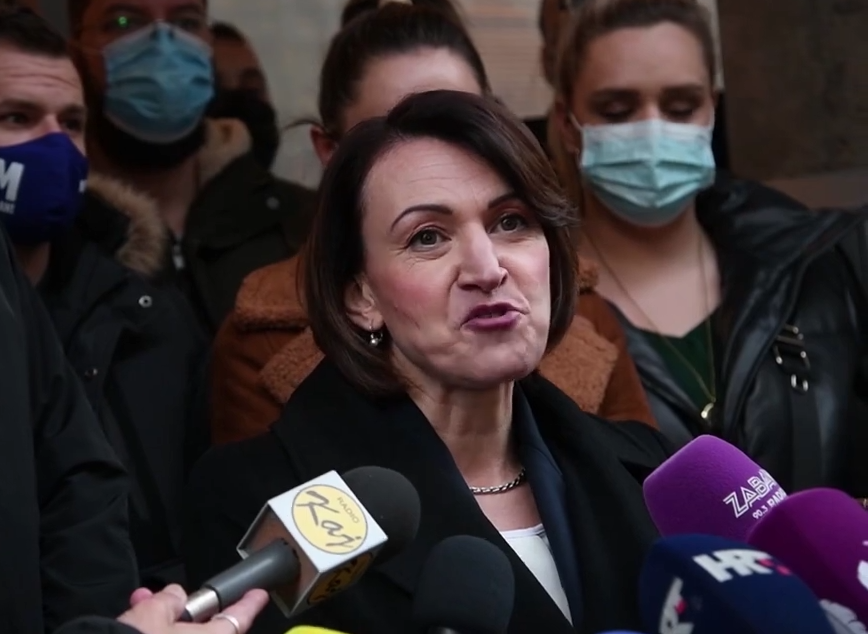
Павичич-Вукичевич оголошує про висунення своєї кандидатури на мера Загреба, березень 2021

У зв'язку зі смертю Мілана Бандича 28 лютого 2021 року виконувала обов'язки мера Загреба до місцевих виборів у травні 2021 року, на яких у другому турі 30 травня переміг Томислав Томашевич.
11 березня 2021 вона оголосила, що змінить Бандича на посаді голови його партії на постійній основі. 18 березня оголосила, що буде балотуватися на посаду мера на місцевих виборах у Загребі 2021 року.
Її суперечливий попередник на посаді мера партійний соратник Мілан Бандич зазнавав критики за погане відновлення міста, спустошене різними лихами, як-от загребський землетрус, повінь 2020 року, другий землетрус та епідемія COVID-19 у Хорватії. Землетруси заподіяли у місті збитків на суму понад 11  мільярдів євро. Попри це Павичич-Вукичевич позитивно висловилася про Бандича, сказавши, що продовжить його набутки, і вирішивши зберегти його ім'я як частину назви партії.